# Fenner Brockway
Pour les articles homonymes, voir Brockway.
Archibald Fenner Brockway (le baron Brockway), né le 1er novembre 1888 à Calcutta et mort le 28 avril 1988 à Watford, est un militant pacifiste et homme politique britannique,. Socialiste convaincu, il mène également campagne pour l'indépendance des colonies britanniques et en faveur du désarmement nucléaire.

## Jeunesse et débuts
Fils de missionnaires, il naît dans les Indes britanniques. À l'âge de quatre ans, il est envoyé vivre chez ses grands-parents maternels à Rangemore, en Angleterre. Scolarisé dans une école pour enfants de missionnaires à Blackheath, il s'intéresse jeune à la politique, au moment des débats autour de la Seconde guerre des Boers (1899-1902), et prend parti pour les Boers contre l'agression britannique. Il s'engage dans la campagne électorale de candidats du Parti libéral lors des élections municipales à Londres en 1905 et des élections législatives de 1906. Il quitte l'école à l'âge de seize ans et devient journaliste, interviewant des figures politiques et intellectuelles de gauche pour le compte de divers organes de presse.
En 1907, il interview Keir Hardie, premier dirigeant du tout jeune Parti travailliste, pour le compte du journal Daily News. Le jeune homme est marqué par cet entretien. Il abandonne ses idées libérales et adopte celles du socialisme. La même année, il devient membre du Parti travailliste indépendant. En 1908, il devient végétarien et le demeurera toute sa vie. Il sera plus tard partisan de la protection animale au Parlement,,,.

## Pacifisme durant la Première Guerre mondiale
En 1912, il devient rédacteur du journal hebdomadaire The Labour Leader, journal du Parti travailliste indépendant. En 1914, à l'entame de la Première Guerre mondiale, il co-fonde avec Clifford Allen la No-Conscription Fellowship (NCF), association qui encourage les hommes à refuser de partir au front. Il met en avant l'argument que « la vie humaine est sacrée ». Bertrand Russell, Philip Snowden, Robert Smillie et d'autres rejoignent le mouvement. Fenner Brockway rédige une pièce de théâtre, The Devil's Business, contre la guerre. En août 1915, la police investit les locaux du Labour Leader, et Brockway est arrêté pour sédition. Il est acquitté mais est arrêté en 1916 pour avoir distribué un pamphlet critiquant la conscription. Condamné à payer une amende, il refuse et est emprisonné pendant deux mois. Il est relâché, puis arrêté et emprisonné à nouveau pour avoir refusé de partir au front. Le statut d'objecteur de conscience lui est refusé.
Durant sa détention, il rencontre un soldat emprisonné pour désertion, et s'appuie sur son témoignage pour rédiger dans sa cellule un article sur la bataille de Passchendaele. En punition, il est soumis pendant six jours à un régime de pain et d'eau. Il n'est relâché que six mois après la fin de la guerre. Son expérience l'amène à militer pour une réforme des conditions de détention dans les prisons. Il préside par ailleurs le mouvement No More War de 1923 à 1928, et l'Internationale des résistant(e)s à la guerre de 1926 à 1934,.

## Carrière politique (années 1920 et 1930)
De 1923 à 1926, il est secrétaire-général du Parti travailliste indépendant. Il soutient la grève générale de 1926, et devient durant ce mouvement le rédacteur du the British Worker, journal du Trades Union Congress, la fédération des syndicats. Dans le même temps, il milite pour l'indépendance des colonies de l'Empire britannique. De 1919 à 1920, il est, conjointement avec Syed Hussein, le dernier secrétaire de la branche britannique du mouvement Congrès national indien, avant la dissolution de celle-ci. En 1925, il introduit avec succès à la conférence du Parti travailliste une motion engageant le parti à obtenir l'indépendance de l'Inde. Mohandas Gandhi l'invite à la conférence du Congrès national indien à Madras en 1927, et en 1928 il devient le premier président de la Ligue contre l'impérialisme,,.
Aux élections législatives de 1929, il est élu député travailliste de la circonscription de Leyton East à la Chambre des communes. En 1930, il est suspendu brièvement de la Chambre pour y avoir protesté l'emprisonnement en Inde de Gandhi, de Jawaharlal Nehru et de nombreux autres membres du mouvement du Congrès. Il s'oppose en 1931 à la formation du gouvernement britannique d'union nationale par lequel le Premier ministre travailliste, Ramsay MacDonald, adopte une politique de rigueur budgétaire dans le cadre de la Grande Dépression contre la volonté de son propre parti. Comme la plupart des autres travaillistes, Fenner Brockway perd son siège de député lors des élections de 1931. Il devient, cette même année (et jusqu'en 1933), président du Parti travailliste indépendant, qui se désaffilie du Parti travailliste. De 1933 à 1939, il est à nouveau secrétaire-général du PTI,,.

## Soutien aux luttes contre les fascismes (années 1930 et 1940)
Dans les années 1930, il renonce au pacifisme face à la montée des fascismes en Europe continentale. Il soutient les Brigades internationales et les révolutionnaires du POUM durant la Guerre civile espagnole, se rendant à Barcelone en 1937. Il soutient également la participation du Royaume-Uni à la Seconde Guerre mondiale  puisqu'il reconnait la nécessité d'empêcher la victoire du nazisme,.

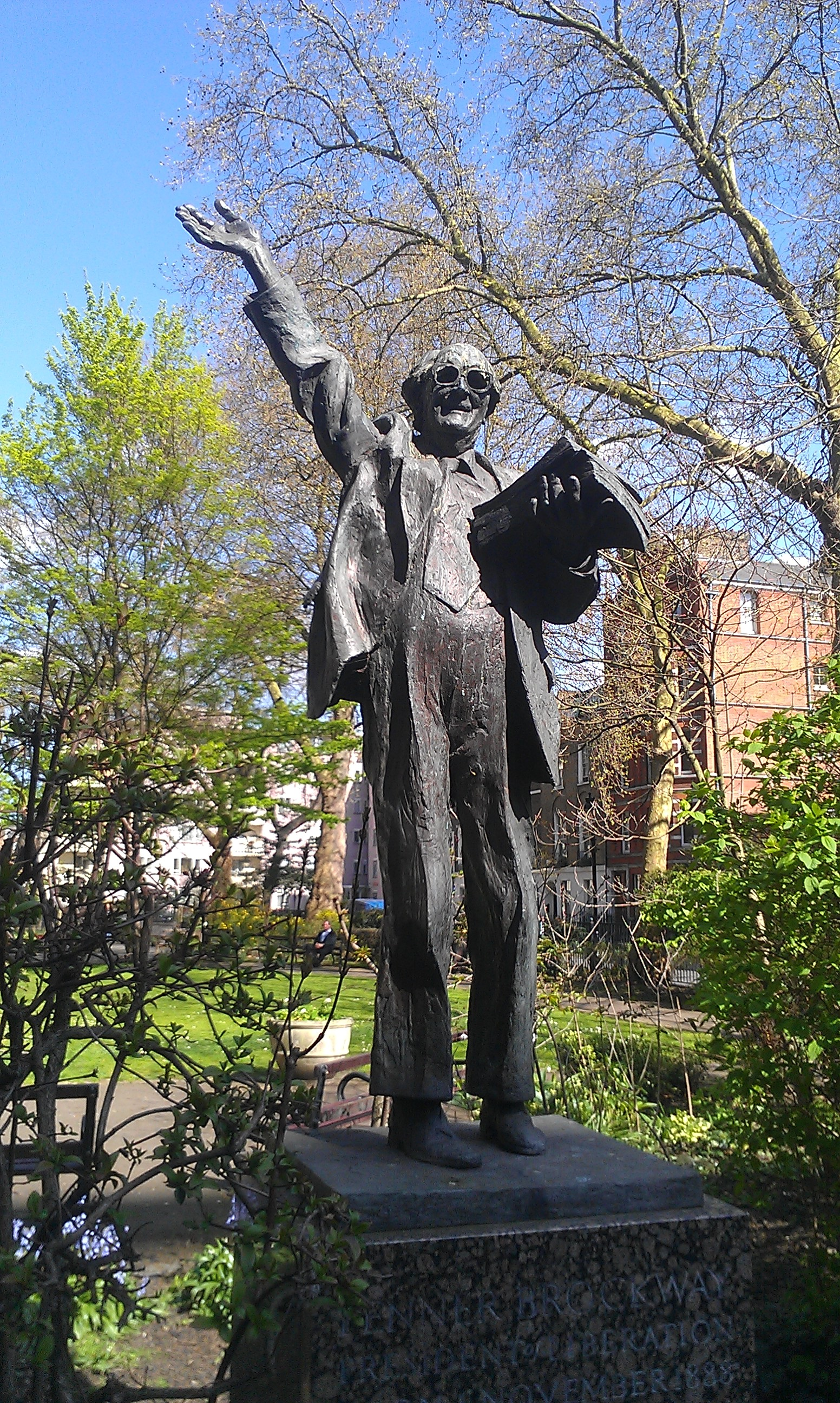
Statue de Fenner Brockway à Red Lion Square à Londres.

## Retour en politique après la guerre
Il rejoint le Parti travailliste en 1946, et est élu député de la circonscription d'Eton et Slough (dans le Buckinghamshire) aux élections législatives de 1950. Il se consacre à faire campagne pour l'indépendance des colonies britanniques en Afrique (ce qui lui vaut le surnom de « député de l'Afrique »), contre l'apartheid en Afrique du Sud, et contre les armes nucléaires. En 1958 il co-fonde la Campagne pour le désarmement nucléaire avec Bertrand Russell, Victor Gollancz, J. B. Priestley, John Collins et Michael Foot,.
Il perd son siège de député aux élections de 1964, et est alors nommé pair à vie à la Chambre des Lords. Il y mène campagne pour son abolition. Il meurt en avril 1988, à l'âge de 99 ans, après une dizaine de jours d'hospitalisation,. En 1989, le gouvernement indien le décore à titre posthume de la Padma Bhushan pour services distingués rendus à l'Inde.

## Écrits
Fenner Brockway est l'auteur d'une vingtaine d'ouvrages, dont une autobiographie en quatre volumes : Inside the Left (1942), Outside the Right (1963), Towards Tomorrow (1977) et 98 Not Out (1986). Can Britain Disarm? (1930) argue pour le désarmement, avant qu'il ne renonce au pacifisme. The Bloody Traffic (1933) est une dénonciation du commerce des armes. Purple Plague: a Tale of Love and Revolution (1935) est un roman utopiste imaginant l'émergence d'une société égalitaire sur un navire de haute mer en quarantaine. This Shrinking Explosive World (1967) est une étude des tensions inter-ethniques dans le Royaume-Uni des années 1960,,.
D'autres de ses ouvrages portent sur les questions coloniales : India and its Government (1921), The Indian Crisis (1930), African Journeys (1955), African Socialism (1963, sur le socialisme africain) etThe Colonial Revolution (1973).